# Ildefonso Carrillo del Campo
Ildefonso Carrillo del Campo (f. 1870) fue un pintor español.

## Biografía
Pintor natural de Madrid, fue discípulo de Carlos de Haes y cultivó la pintura de paisajes. Presentó en la Exposición de Bellas Artes celebrada en Madrid en 1864 dos lienzos: Cercanías de Madrid y Ribera de la Muñoza. Obtuvo mención honorífica. En la de 1866: Camino de Sante Roix (Suiza), Valle de Santa Casilda (Sierra de Burgos), Cercanías de Alcalá, Paseo del pontón de San Isidro (Madrid) y Un país. Obtuvo igualmente mención honorífica. Falleció en Madrid el 18 de enero de 1870.